# 7983 Фестин
7983 Фестин (7983 Festin) — астероїд головного поясу, відкритий 16 березня 1980 року.
Тіссеранів параметр щодо Юпітера — 3,695.